# Vlaanderen
Vlaanderen (tiếng Hà Lan: Vlaanderenⓘ, hay Flandre tiếng Pháp: Flandre) là một khu vực địa lý, đồng thời cũng là một đơn vị hành chính tại Bỉ. Vlaanderen trong lịch sử là vùng đất lớn hơn hiện tại bao gồm một phần của Bỉ, Pháp và Hà Lan ngày nay. Biên cương xứ Vlaandaren từng thay đổi qua nhiều thời đại.
Ngôn ngữ chính thức của vùng này là tiếng Hà Lan. Tên gọi dân cư của vùng này là người Flemish,  trong khi tính từ tương ứng là Flemish. Thủ phủ chính thức của Flanders là Brussels, mặc dù Vùng thủ đô Brussels có chính quyền khu vực độc lập và chính quyền Flanders chỉ giám sát các khía cạnh cộng đồng của cuộc sống Flanders ở Brussels như văn hóa và giáo dục (Flemish).
Theo cải cách nhà nước Bỉ cuối thế kỷ 20, phần Bỉ của khu vực này đã được chia thành hai thực thể chính trị: "Cộng đồng Flemish" (tiếng Hà Lan: Vlaamse Gemeenschap) và "Vùng Flemish" (tiếng Hà Lan: Vlaams Gewest). Các thực thể này đã được sáp nhập, mặc dù về mặt địa lý Cộng đồng Flemish, nơi có nhiệm vụ văn hóa rộng lớn hơn, bao trùm Brussels, trong khi Vùng Flemish thì không.

## Lịch sử
Trong nhiều thế kỷ, Vlaanderen là điểm giao thoa giữa các nền văn minh Pháp, Đức và Anh. Đối với cộng đồng nói tiếng Anh, Vlaanderen có ý nghĩa lịch sử là vùng đất nằm dọc biển Bắc từ eo biển Dover tới cửa sông Scheldt. Biên giới phía nam không được xác định rõ ràng. Hơn một thiên niên kỷ qua, biên giới phía Nam và phía Tây ngày càng lùi xuống tạo ra đường ranh giới ngày nay nằm trọn trong vùng Bắc Bỉ.
Vlaanderen có địa vị nổi bật trong lịch sử châu Âu. Từ giữa thế kỷ 17 cho đến năm 1945, nơi đây bị chi phối bởi những biến chuyển chính trị của Tây Ban Nha, Pháp, Anh, Hà Lan, Đức và Áo. Tranh chấp giữa các cường quốc Âu châu thường dẫn đến xung đột quân sự và Vlaanderen là trận địa. Dân Vlaanderen cũng liên minh với các lãnh chúa Norman thời cổ đại, xâm chiếm xứ Ireland (1169–71) và chinh phục xứ Anh (1066).
Thời hiện đại, Vlaanderen bị lôi cuốn bởi phong trào tự trị dành ưu tiên xứ Vlaanderen riêng cho dân Vlaanderen, thay vì lấy nước Bỉ là đất nước chung của mọi người dân Bỉ. Về mặt pháp lý, Vlaanderen nay gồm hai đơn vị bao gồm vùng Bắc Bỉ và vùng thủ đô Brussels, dưới chung một danh hiệu là "Cộng đồng Vlaanderen". Riêng Brussels tuy nằm trọn bên trong địa giới Vlaanderen nhưng lại nói tiếng Pháp nên thiên về cộng đồng Pháp ngữ của Bỉ. Tranh chấp giữa hai xứ Vlaanderen và Wallonie đã gây chia rẽ sâu đậm trong xã hội Bỉ vì mỗi bên không chịu nhượng bộ đối phương trên mọi phương diện, kể việc dùng chung danh hiệu "Bỉ".
Mấy chục năm qua, với sự thành lập đơn vị pháp lý mang tên "cộng đồng Vlaanderen", dân Vlaanderen đã dần thiết lập một chính thể riêng gồm nghị viện và các cơ quan hành chính để bảo vệ quyền lực của người Vlaanderen với thủ phủ đặt tại Brussels.
Thời phong kiến, Flanders ứng với một tỉnh - gọi là tỉnh Flanders - và đã được mở rộng như ngày nay:
- Tỉnh Tây và Đông Flanders của Bỉ
- Vùng Flanders của Pháp
- Vùng Flanders của Hà Lan (trong tỉnh Zeeland)

Dựa vào tính chất địa lý, chính trị của cách dùng danh từ Flanders thì tính từ Flemish cũng có thể dùng để diễn tả các thực thể khác nhau (nhưng có liên quan với nhau) về văn hóa, địa lý, lịch sử, ngôn ngữ hay chính trị.